# Gun to Mouth Salvation
Gun to Mouth Salvation är det svenska thrash metal-bandet Carnal Forges sjunde studioalbum. Det släpptes i januari 2019 på ViciSolum Productions och föregicks av singeln "Bound in Flames". Det var bandets första skiva på detta bolag. Albumet släpptes även på vinyl.
Gun to Mouth Salvation var bandets första skiva med sångaren Tommie Wahlberg och den första och enda med trummisen Lawrence Dinamarca.
Till spåren "Parasites", "Reforged" och "Bound in Flames" gjordes textvideor respektive en musikvideo.

## Låtlista
1. "Parasites" – 4:44
2. "Reforged" – 3:21
3. "Aftermath" – 5:26
4. "Endless War" – 2:36
5. "Bound in Flames" – 5:00
6. "King Chaos" – 4:34
7. "The Order" – 5:06
8. "Hellride" – 3:04
9. "State of Pain" – 4:11
10. "Sin Feast Paradise" – 3:28
11. "The Stench" – 4:36

## Medverkande
Musiker
- Tommie Wahlberg – sång
- Jari Kuusisto – gitarr
- Petri Kuusisto – gitarr
- Lars Lindén – basgitarr
- Lawrence Dinamarca – trummor

Produktion
- Petri Kuusisto – inspelningstekniker, mixning
- Jari Kuusisto – mixning
- Jocke Skog – mixning
- Dino Medanhodzic – mastering
- Federico Boss – omslagskonst
- Lars Lindén – foto, layout, design